# 哈查庫喬山
16°42′05″S 70°00′29″W / 16.70139°S 70.00806°W
哈查庫喬山（Jach'a K'uchu），是秘魯的山峰，位於該國南部莫克瓜大區和普諾大區，由卡魯馬斯區和聖羅薩區負責管轄，屬於安地斯山脈的一部分，海拔高度5,200米。